# Grand lac Nominingue
Grand lac Nominingue är en sjö i Kanada.   Den ligger i regionen Laurentides och provinsen Québec, i den sydöstra delen av landet, 130 km norr om huvudstaden Ottawa. Grand lac Nominingue ligger 245 meter över havet. Arean är 22,0 kvadratkilometer.
I omgivningarna runt Grand lac Nominingue växer i huvudsak blandskog. Runt Grand lac Nominingue är det mycket glesbefolkat, med 6 invånare per kvadratkilometer.